# 제1·2차 원주 전투
제1·2차 원주 전투(프랑스어: Bataille de Wonju, 영어: First and Second Battle of Wonju), 또는 원주 전역이나 동부 전선 제3차 공세 (중국어 간체자: 第三次战役东线, 병음: Dì Sān Cì Zhàn Yì Dōng Xiàn)는 북한과 유엔 사령부가 6.25 전쟁 동안 벌인 일련의 전투 중 하나이다. 1950년 12월 31일부터 1951년 1월 20일까지 원주시에서 전투가 벌어졌다. 서부 전선에서 중공군이 서울을 점령한 것과 발맞추어 조선인민군은 중부 및 동부 전선에서 유엔군 방어진지를 무력화시키기 위해 원주를 점령하려고 시도했다.
중공군과 북한군의 합동 공격이 1951년 설날 전 춘천에 있던 유엔군 방어선을 뚫자 북한 제5군단은 원주에 있던 미국 제10군단을 공격했고, 북한 제2군단은 유격전을 수행하여 미국 제10군단의 후방을 반복 공격했다. 이에 대응해 에드워드 알몬드 소장 휘하의 미국 제10군단은 원주에 있는 북한군 병력을 무력화하려고 애썼고 유엔군은 이후 북한군 침투자들에 맞서 수많은 대유격전을 수행했다. 전투의 여파로 중부 전선 및 동부 전선의 북한군은 막대한 피해를 입었고, 이는 유엔군 전선이 북위 37도에서 안정화되는데 기여했다.

## 배경

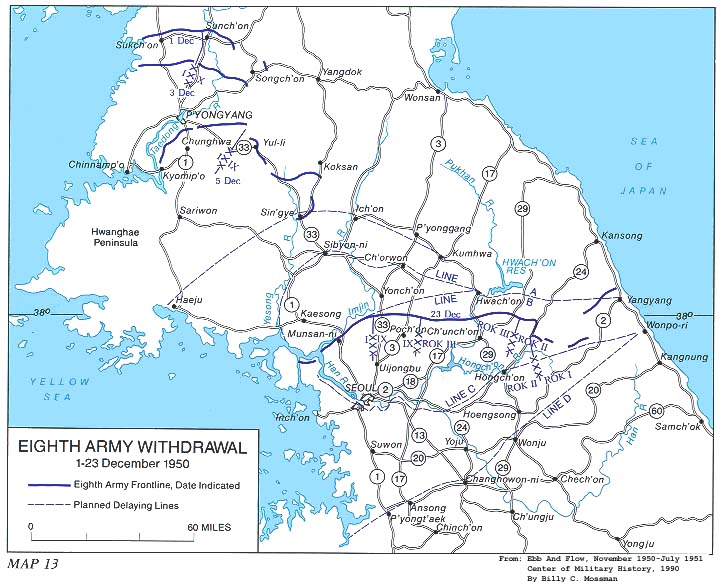
1950년 12월 1일부터 12월 23일까지 중공군의 남침 방향이 일자별로 표기되어 있다.

1950년 6월 대한민국에 대한 기습 공격 이후 조선인민군은 1950년 9월 낙동강 전투와 인천 상륙 작전으로 국제 연합군에 의해 분쇄되었고, 조선인민군의 잔존 병력은 북쪽으로 도망치며 한중 국경 지대의 산악 지역에서 피난처를 찾고 있었다. 조선인민군의 궤멸은 중화인민공화국이 한국 전쟁에 즉각적으로 개입하게 만들었고 중공군은 1950년 11월부터 국경 지역의 유엔군에 맞서 대규모 기습 공격을 개시했다. 청천강 전투와 장진호 전투로 유엔군은 1950년 12월 38도선 일대로 철수할 수 밖에 없었다. 동부 전선에서 미국 제10군단은 중공군의 기습 공세 동안 장진호 인근의 흥남 항구에 포위되었고, 1950년 12월 24일 해상으로 북한 지역에서 철수했다. 대한민국 육군은 미군의 부재로 38선 일대의 중부 및 동부 전선에 위치한 방어진지들을 인계할 수 밖에 없었고, 중부 전선 인근에 위치한 원주시의 중요 교차로도 포함되어 있었다. 유엔군의 갑작스러운 패배로 인해 북한군은 짧게나마 휴식기간을 가질 수 있었고 1950년 말 분산된 북한군은 병력을 다시 회복시켰다.
중공군의 성공 이후, 중국의 서기인 마오쩌둥은 김일성의 독촉으로 인해 유엔군에 맞선 또다른 공세를 주문했다. "제3차 대공세"라 불리는 이 공세는 38도선을 따라 배치된 대한민국 국군의 전멸을 구상한 대한민국의 영토 침범이었으며 한반도에서 유엔군을 철수시키기를 압박하는 것이었다. 공세의 서부 구역은 중국인민지원군 제13군이 맡고 있었으며, 제13군은 1월 4일 서울을 점령했다. 그러나 중국인민지원군 제9군이 장진호에서 궤멸된 이후 공세의 동부 구역은 중장 김웅과 정치지도원 박일우가 지휘를 맡고 있는 조선인민군에게 인계되었다. 1950년 12월 23일 미국 제8군 사령관이었던 월턴 워커 장군이 사망함으로써 중장 매슈 리지웨이가 1950년 12월 26일 제8군의 사령관직을 인계받았다.

## 서막

### 위치, 지리 및 기후
전투의 주요 초점은 한반도 북부에 있는 유엔군의 전략적으로 중요한 병참선인 29번 도로로 알려진 도로 인근이었다. 원주는 남북으로 뻗은 29번 도로가 있는 교차로 지역의 중요한 마을이었고, 38도선의 춘천과 부산 교두보의 대구를 잇는 지역이다. 북서쪽으로 뻗은 또 다른 도로는 원주에서 29번 국도와 대한민국 수도인 서울을 이었다. 춘천과 원주 사이에는 횡성이 위치하고 있으며 원주와 대구 사이에는 제천시, 단양군, 풍기읍, 안동시와 같은 마을이 일련으로 뻗어 있었다. 도로망 전체가 태백산맥의 비교적 언덕이 많은 지역에 위치하고 있었다. 원주 일대에서의 전투는 한반도의 가장 열악한 겨울 환경에서 벌어졌다. 기온은 최대 영하 30 °C까지 내려갔고 눈도 36cm나 쌓였다. 실제로 날씨는 매우 추워 포 여러 문의 금속이 갈라질 정도였고 물은 끓는데 1시간 반이 걸렸다. 때때로 추운 날씨는 모든 군사 활동을 정지시키기에 충분했고 전투 과정에서 발생한 사상자보다 동상으로 인한 사상자가 더 많았다.

### 병력과 전략

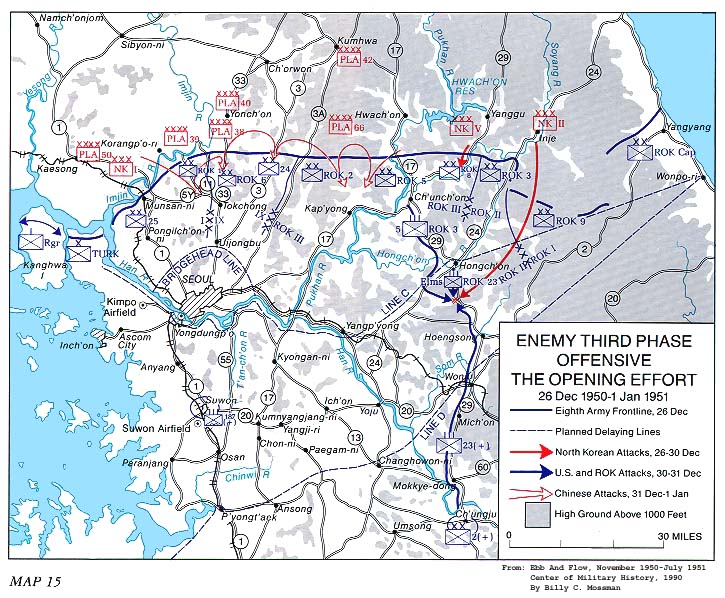
중공군 제3차 대공세의 지도

월턴 워커는 죽음을 앞두기 며칠 전부터 대한민국 군대를 춘천부터 한반도 동해안까지 배치하여 38도선의 중부 및 동부 구역에 대한 방어를 강화하고자 노력했다. 그의 지시에 따라 대한민국 제3군단은 춘천으로 배치되었고, 대한민국 제1군단은 동해안으로 배치되었다. 이 무렵 장진호 전투의 여파로 규모가 사단 1개급으로 축소된 대한민국 제2군단은 대한민국 제1군단과 3군단 사이의 틈새를 채웠다. 그러나 미국 제10군단의 부재로 중부 및 동부 지역의 유엔군 방어는 얇게 뻗어 있었고 대한민국 부대 중 병력이 적은 부대 사이에 틈새가 발생했다. 1950년 말 대한민국 국군은 약 45,000명의 사상자가 발생했기 때문에, 대부분의 부대원들은 훈련을 적게 받은 신병들이 대다수였고, 춘천을 방어하고 있던 대한민국 4개 사단 중 1개 사단만이 전투를 훌륭히 이끌 것으로 평가되었다. 상황에 앞서 북한군은 12월 중순부터 대한민국 국군의 방어선을 조사했고 산악 은신처에서 북한군 유격대원 수 천명이 유엔군 후방 지역을 반복 공격했다. 1950년 12월 27일 조선인민군 제2군단은 대한민국 제1군단의 좌측방인 현리에 위치한 대한민국 제9사단을 공격하기 위해 유엔군 방어 진지를 우회하려고 했다. 이러한 전개는 유엔군 동부 전선 전체를 불안정하게 만드는 위협이었다.
북한군의 돌파를 막기 위해 리지웨이는 미국 제10군단에게 대한민국 방어진지들을 강화하라고 즉각적으로 명령했다. 그러나 대부분의 미국 제10군단 부대가 부산에서 집결 중이었고, 명령에 응할 수 있는 부대는 미국 제8군의 예비군인 미국 제2보병사단이었지만 청천강 전투에서의 손실을 보충하고 있는 상황이었다. 12월 28일 리지웨이는 미국 제2보병사단에게 원주를 방어하라고 지시하는 한편 제2보병사단을 미국 제10군단 통제 하에 두었다. 미국 제10군단의 제7보병사단이 12월 30일 재편성을 완료한 후 리지웨이는 미국 제10군단 사령관인 에드워드 알몬드 중장에게 29번 국도를 주요 보급로로 개발할 것을 명령했고, 제7보병사단은 도로를 방어하는 임무를 맡았다.
제3차 대공세의 서부 구역인 서울에 대한 중공군의 공격과 발맞추어 북한군은 총 병력이 61,500명으로 추산되는 조선인민군 제2, 3, 5군단을 중부 전선의 유엔군에 맞서기 위해 배치했다. 북한군의 계획은 방호산 중장의 제5군단이 원주에 전면 공격을 가함과 동시에 중장 최현의 제2군단이 미국 제10군단의 후방을 유격전으로 침투해 29번 국도를 차단하는 것이었다. 공세의 목표는 서울에 대한 중공군의 공격과 협력하여 미국 제10군단을 뒤로 밀어붙인 이후 한국군을 태백 산맥 일대에 고립시키는 것이었다. 중공군의 서울 공격의 일부로 중국인민지원군의 제42야전군과 제66야전군이 전투의 개전 단계 동안 조선인민군 제5군단을 지원하기 위해 춘천 인근에 배치되었다. 한편 조선인민군 제3군단은 조선인민군 제2군단과 제5군단의 강화 병력으로 활동했다. 그러나 그들이 맞선 한국군처럼 북한군도 병력이 격감되었고, 전력도 열악했다. 북한군이 전투 동안 10개 이상의 보병사단을 내보낼 수 있었지만, 대부분은 보병연대의 병력과 동등한 수준이었다. 한국 전쟁 발발 시 존재했던 능숙한 기계화부대와 대조적으로, 새로 재건된 북한군 편성부대들은 훈련과 무장이 덜 된 상태였다. 그럼에도 불구하고 제3차 대공세의 시작 날짜는 보름달과 휴일 간 유엔군 병사들의 낮은 경계심을 이용하기 위해 새해 전날로 정해졌다.

## 제1차 원주 전투

### 개전

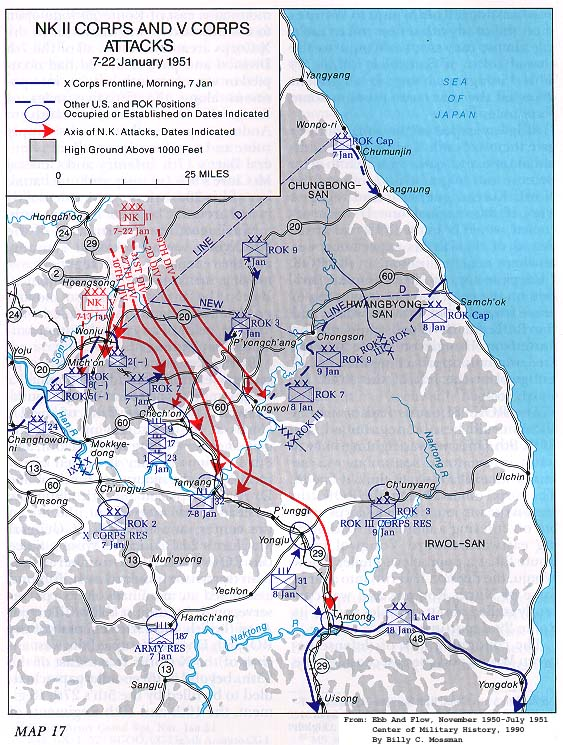
북한군의 공세 지도

중부 전선에서 대한민국 제3군단은 가평군과 춘천 북쪽의 38도선을 방어하고 있었다. 제2, 제5, 제7, 제8보병사단으로 구성된 대한민국 제3군단은 가평 북쪽의 고지가 있는 군단 좌측방에 제2군단을 배치했고, 제5보병사단은 춘천에서 군단의 중심지를 방어했다. 겨울의 상황이 한국군 방어자들에게 매우 큰 어려움을 제공했는데, 폭설이 진지 건설을 방해했고, 언 도로가 식량과 탄약의 재보급을 제약했다. 북한 유격대 또한 그 지역에서 활동하고 있었고 이들은 대한민국 제3군단의 후방에서 심각한 혼란을 유발했다.
중국군이 서울을 점령하기 위한 계획의 일부로 중국인민지원군 제42군단과 제66군단이 대한민국 제2보병사단과 제5보병사단을 제거하여 서울과 춘천간 도로를 차단함으로써 중국군의 좌측방을 보호하는 임무를 맡고 있었다. 지시에 따라 두 중국군 군단은 새해 전날 자정 이후 재빨리 공격을 개시했다. 중국인민지원군 제124사단은 먼저 대한민국 제2보병사단의 측면을 뚫고, 제2보병사단의 철수로를 차단했다. 갇혀버린 대한민국 제2보병사단의 제17연대과 제32연대는 혼란 속에 후퇴할 수 밖에 없었다. 중국인민지원군 66군단이 대한민국 제5보병사단의 전선을 압박하는 동안 중국인민지원군 제124사단은 한국군의 후방인 동쪽으로 진격해 대한민국 제5보병사단의 철수로도 차단했다. 이러한 작전행동으로 대한민국 제5보병사단의 제36연대는 중공군에게 둘러싸였고, 대한민국 제36연대는 산악도로를 따라 중공군 방어선을 뚫으며 철수해야 했다. 1월 1일이 되자 대한민국 제3군단은 전면철수한 상태였고, 군단의 본부는 제2, 제5보병사단과 연락이 두절된 상태였다. 중부 전선의 위기에 대응해 대한민국 제3군단의 지역방어는 미국 제10군단에게 인계되었다.
중국군이 대한민국 전선에 집중공격을 하는 동안 유엔군의 후방에 침투한 북한군은 한국군의 철수로를 차단하고 있었다. 중공군 제3차 대공세가 시작되기 며칠 전 조선인민군 제2군단은 10,000명의 병사를 동원해 횡성 북쪽에서 도로차단을 실시해 대한민국 제3군단의 철수를 막았다. 이에 맞서 대한민국 제2군단과 미국 제2보병사단은 남북 양쪽으로부터 도로차단을 뚫기 위해 포위 작전을 시작했고, 차단된 도로는 1월 2일 다시 개통되었다. 유엔군이 도로차단을 실시한 북한군 사단을 제거할 수 있었음에도 불구하고 대한민국 제2군단은 전투 기간 동안 거의 궤멸되어 1월 10일 해체되었다.
중국군과 북한군의 초기 공격이 성공하여 대한민국 제1군단은 원래 방어지점이었던 현리에서의 상황 회복 시도를 포기할 수밖에 없었다. 이후 북한군 병력 다수가 원주의 미국 제2보병사단과 동해안의 대한민국 제1군단 사이에 생긴 틈 사이로 밀고 들어왔다. 리지웨이는 중부 전선에 대한 조중 연합군의 공격이 서울의 유엔군 방어자들을 포위하기 위한 시도라고 해석하고 그는 1월 3일 서울 주둔 유엔군에게 즉각적인 철수를 명령했다. 1월 5일, 리지웨이는 D 라인이라 명명된 새로운 방어선을 설립하기 위해 모든 유엔군 병력에게 37도선 이남을 철수할 것을 지시했고, 중부 및 동부 전선의 유엔군은 원주와 해안마을인 주문진 사이에 방어진지들을 설치했다. 같은 시기에 중국인민지원군 제42군단과 제66군단을 구호하기 위해 중국군은 조선인민군 제2군단과 제5군단과 함께 공세 작전을 중단했다.

### 원주 함락

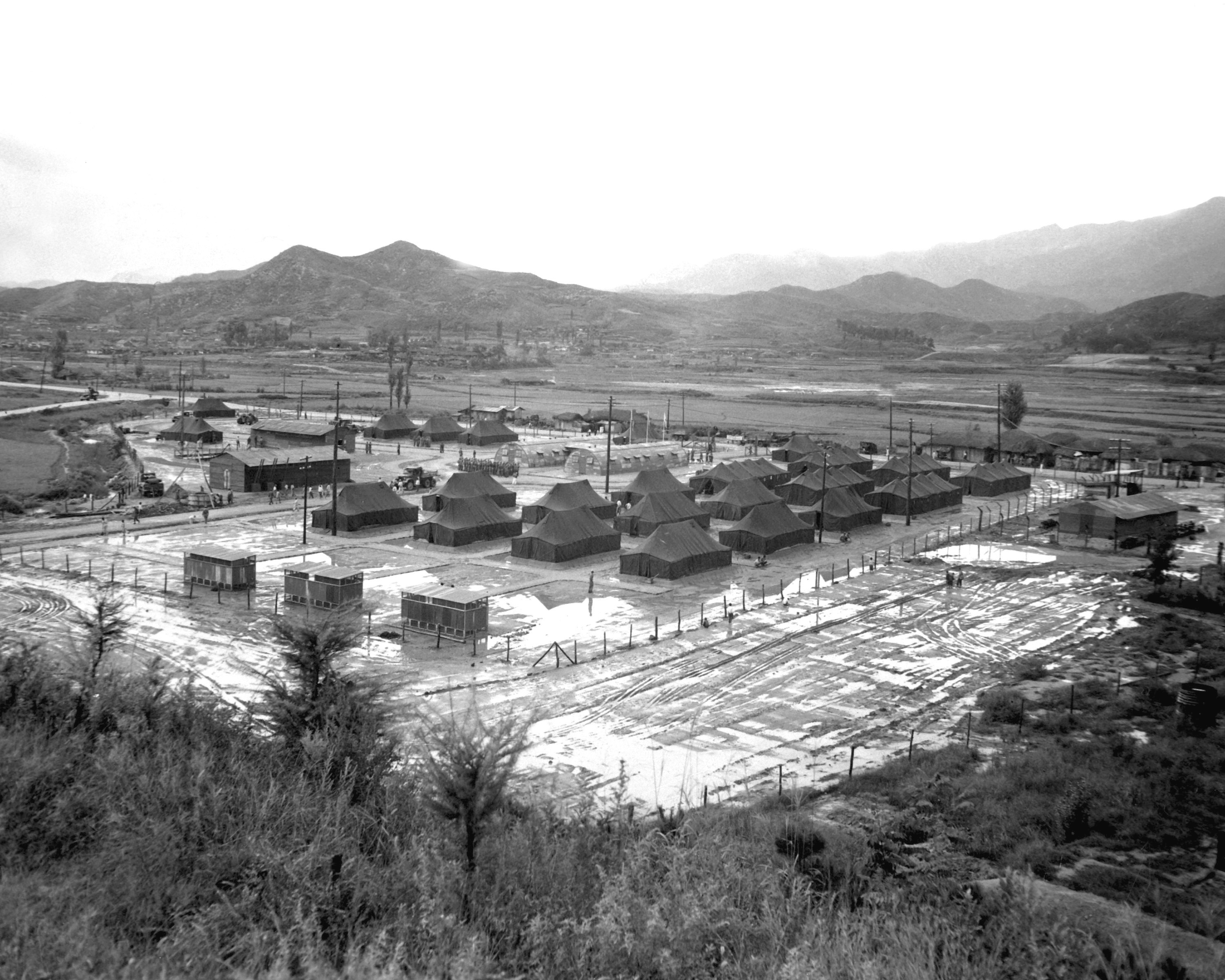
1951년 9월 원주 이동병원

한국군의 붕괴 이후, 조선인민군 제5군단은 미국 제10군단의 전방 공격 개시를 진행하는 한편, 조선인민군 제2군단은 원주 동쪽 지역을 통해 유엔군의 후방으로 침투했다. 미국 제2보병사단의 위치는 북쪽의 핵심적인 지역이 노출되고, 방어진지들은 원주를 둘러싼 분지에 의해 방해받고 있었다. 그러나 한반도 중부를 통제하기 위해 원주의 전략적 중요성을 인지하고 있었기에 리지웨이는 서울에 버금가는 지역이라는 것을 선언했고, 이에 따라 원주는 어떤 희생을 치르더라도 지켜내야만 하는 도시가 되었다. 리지웨의 지시에 따라 알몬드는 미국 제2보병사단에게 원주 북방의 고지들을 방어하라고 지시했지만 미국 제2보병사단의 소장 로버트 B. 맥클러는 요충지가 그의 사단의 사기 저하와 지형으로 인해 방어할 수 없다고 믿었다. 1월 7일 조선인민군 제5군단의 2개 보병대대가 미국 제2보병사단에 맞서 공격을 개시했다. 북한군 1개 대대가 피난민으로 위장한 채 미군의 진지를 침투하려고 했고 다른 대대는 전방 공격을 개시했다. 북한군 부대 사이의 협조가 부족하여 미군은 공격을 물리칠 수 있었고 114명의 침투자들이 이후 붙잡혔다. 북한군의 공격이 미군에 큰 피해를 입히지 못했지만 미국 제2보병사단의 후방으로 침투한 자들로 인한 혼란으로 맥클러는 1월 7일 원주를 포기하게 된다. 알몬드는 미국 제2보병사단이 4.8km만 철수하여 원주가 UN군 포병 사격의 범위 안에 들 수 있도록 하는 조건 하에 맥클러의 결정에 동의했다. 그럼에도 불구하고 맥클러는 사단에게 13km를 철수하라고 명령하여 원주가 포병 사격의 범위에서 벗어나게 했다. 원주가 북한군에 점령됨에 따라 중국군은 제3차 대공세가 성공적인 결과를 낳았다고 선언했다.

## 제2차 원주 전투

### 247고지

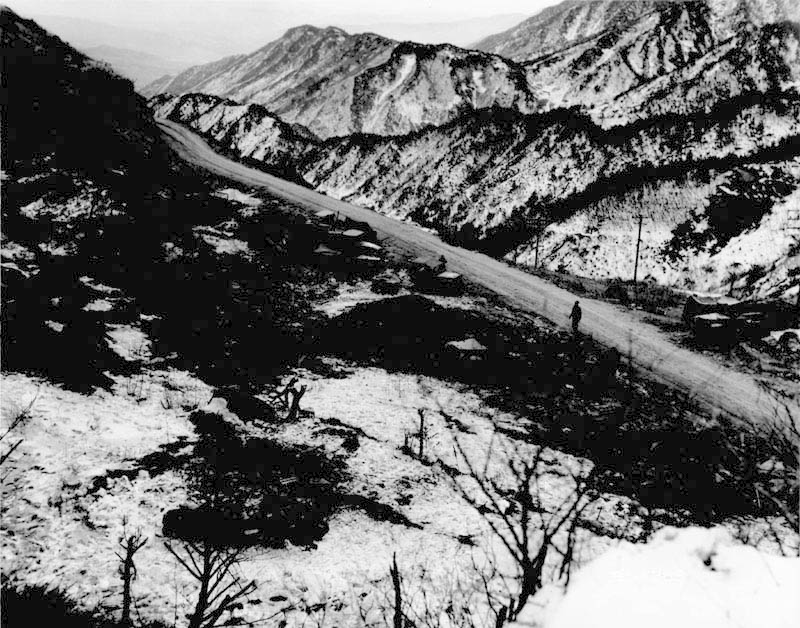
미국 제7보병사단의 병사들이 29번 도로를 따라 북한군 진지를 폭발시키기 위해 이동 중이다.

247고지는 원주 남쪽 4.8km 지점에 있는 고지들 중 하나였고, 원주 시가를 감제할 수 있는 중요한 고지였다. 1월 7일 원주가 함락됨에 따라 알몬드는 원주를 지키라는 명령에 불복종한 맥클러에게 화가났고, 이것은 이후 소장 맥클러가 1월 13일 클라크 L. 러프너로 교체되는 계기가 된다. 1월 8일, 알몬드는 미국 제2보병사단에게 원주를 탈환하라는 지시를 내렸다. 명령에 따라 대령 폴 L. 프리먼 주니어가 지휘하는 미국 제23보병연대이 1월 8일 원주에 공격을 가했다. 제23보병연대는 원주 남쪽으로부터 2.7km 지점까지 다다랐으며 247고지에서 기습을 통해 자고 있던 북한군 연대를 포로로 잡았다. 200명의 북한군 병사가 전투에서 사망했지만, 경각심을 느낀 북한군 병력이 동쪽에서 제23보병연대의 측방을 공격했고 제23보병연대는 포위를 피하기 위해 철수했다.
유엔군 초기 공격 동안 북한군이 입은 큰 손실에 고무되어 알몬드는 1월 9일 미국 제2보병사단에게 다시 원주를 탈환하라는 명령을 내렸다. 프랑스 및 네덜란드 부대의 지원을 받던 미국 제23보병연대과 제38보병연대의 4개 대대가 1월 9일 원주로 진격했지만 추운 날씨와 공중 지원의 부족으로 공격은 247고지에서 정지되었다. 유엔군이 다음 날 북한군을 축출하려고 했으나 그들은 7,000명의 병력으로 추정되는 북한군 6개 방어대대와 맞닥뜨렸다. 강한 눈폭풍 아래 공중 지원 없이 247고지 전투는 1월 10일까지 이어졌고, 제23보병연대의 프랑스 대대의 전투가 특히 격렬했다. 한 때, 프랑스 대대는 탄약이 바닥나자 총검돌격으로 북한군의 반격을 여러 번 막아냈다. 원주에서 보여준 프랑스 대대의 활약은 리지웨이에게 인상을 남겼고, 리지웨이는 이후 한국에서 전투 중에 있는 모든 미군 부대에게 총검을 이용할 것을 독려했다. 북한군은 유엔군이 우위를 점하자 유엔군을 포위하려고 했으나 포병 공격이 북한군의 편대를 파괴시켰고, 북한군은 전투의 여파에서 약 2,000명의 사상자가 발생했다. 1월 11일부터 공중 지원이 시작되자, 유엔군의 공격으로 인해 1,100명의 북한군 사상자가 발생했고, 1월 12일 유엔군은 247고지를 점령했다. 추운 날씨, 그리고 북한군의 완강한 방어로 유엔군은 원주에 진입할 수 없었지만 247고지의 점령은 원주 전역이 유엔군 포 사격 범위 내에 들어오게 했고, 원주는 곧 파괴적인 포격으로 무인 지대가 되었다.

### 대유격전

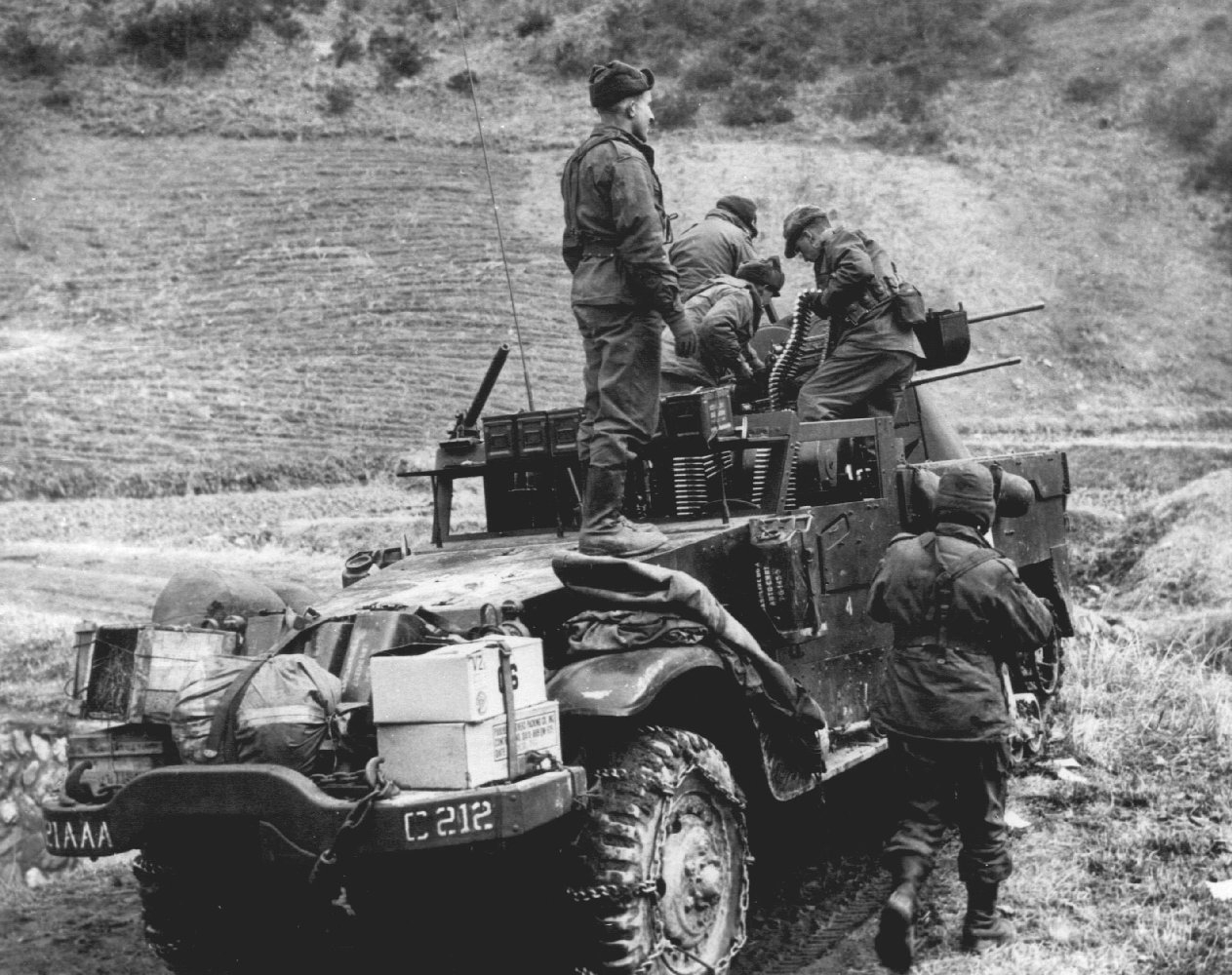
한국에 배치된 M16 다연장포 수송차량. 이 차량과 같이 대공포가 장착된 차량이 제공하는 화력은 북한 유격대원들을 상대로 하는 정찰 활동에서 매우 귀중한 것으로 입증되었다.

427고지의 점령으로 조선인민군 제5군단이 1월 17일 큰 피해를 입은 채 원주를 버리고 가야했음에도 불구하고, 조선인민군 제2군단의 유엔군 후방 지역 침투는 너무나도 심각하여 유엔군 전선 전체의 측면이 공격받을 위험이 있었고 1월 중순까지 한국군 전체가 완전히 철수하게 되었다. 미국 제10군단 대부분이 원주 남쪽에서 연결 작전을 하는 동안 대한민국 제3군단은 혼란에 휩싸였고 원주와 동해안 사이의 전선이 방어되지 않아 16,000명의 북한군이 틈새로 진입해 단양부터 안동 사이에 유격 진지들을 설립하기 시작했다. 중부 전선 일대의 전투들은 곧 중대 규모의 유엔군 정찰대와 북한 유격대 무리 사이의 비정규전으로 퇴폐되었다. 전선을 안정화하기 위해 리지웨이는 미국 제2보병사단에게 원주에서 철수하는 한편 원주와 삼척 사이의 지역으로 중부 및 동부 전선을 후퇴시켰다. 이는 유엔군이 64km 정도 철수하는 결과를 낳았다. 리지웨이는 북한 유격대원들이 29번 도로 동쪽과 안동 및 영덕의 북쪽을 점령하는 것을 방해하기 위해 미국 제187보병연대과 미국 제5기갑연대, 미국 제1해병사단과 그리스 한국 원정군을 파견했다. 약 30,000명의 미국 보병이 1월 중순 중부 전선에 배치되었고, 북한 유격대원들은 29번 도로 동쪽의 고지를 따라 난 좁은 고립지역에서 차단되었다.
유엔군 후방에 있는 북한 유격대원들의 위협을 제거하기 위해 알몬드는 29번 도로 상에 있는 모든 10군단 부대에게 북한군 보급기지와 유격 대원 무리들을 격멸하기 위한 공격적 정찰을 개시할 것을 명령했다. 10군단 특별 행동 조치단을 비롯한 비정규군 특수 훈련부대도 유격대원들처럼 작전을 수행하며 북한군 부대를 소탕했다. 지속적인 유엔군의 압박으로 조선인민군 제2군단의 탄약과 병력이 서서히 감손되기 시작했고, 유재흥 소장은 대한민국 제3군단을 결집해 1월 22일 동해안과 원주 사이의 틈을 봉합했다. 1월 30일 미국 제2보병사단 휘하 제9보병연대이 수행한 정찰대가 큰 저항없이 원주를 탈환하려고 했다. 강화 병력 및 보급품의 부족으로 조선인민군 제2군단은 1월 말 흩어졌고 8,600명의 조선인민군 제2군단 병사들만이 살아남아 북한으로 돌아갈 수 있었다. 조선인민군 제2군단의 선봉이었던 제10사단은 유엔군의 대유격작전 중 전멸했다.

## 여파
1월 말, 조선인민군 제2군단은 유격전 동안 큰 피해를 입었으며 병력이 16,000명에서 8,000명으로 줄어든 것으로 추정된다. 조선인민군 제5군단이 원주를 점령하려고 했던 시도 또한 사상자가 증가하는 결과를 낳았으며, 제5군단은 32,000명에서 22,000명으로 병력이 감소된 것으로 추산되었다. 대조적으로 유엔군의 손실은 같은 기간에 비교적 적은 피해를 입었다. 북한군의 패배로 유엔군은 한반도의 중부 전선 및 동부 전선을 강화시킬 수 있었고, 그들의 전방과 동측방이 확보된 이후 서부 전선에서 퇴각하던 미국 제8군은 마침내 공세로 전환할 수 있게 되었다. 미국 제10군단이 1월 말 중부 전선을 완전히 장악한 이후 리지웨이는 곧바로 미국 제8군에게 1951년 1월 25일 중공군과 북한군에 맞서 선더볼트 작전을 개시할 것을 명령했다.

## 인용 문헌
- Appleman, Roy (1989), 《Disaster in Korea: The Chinese Confront MacArthur》 11, College Station, TX: Texas A and M University Military History Series, ISBN 978-1-60344-128-5
- Appleman, Roy (1990), 《Ridgway Duels for Korea》 18, College Station, TX: Texas A and M University Military History Series, ISBN 0-89096-432-7
- Blair, Clay (1987), 《The Forgotten War》, New York, NY: Times Books, ISBN 0-8129-1670-0
- Chae, Han Kook; Chung, Suk Kyun; Yang, Yong Cho (2001),  Yang, Hee Wan; Lim, Won Hyok; Sims, Thomas Lee; Sims, Laura Marie; Kim, Chong Gu; Millett, Allan R., 편집., 《The Korean War》, Volume II, Lincoln, NE: University of Nebraska Press, ISBN 978-0-8032-7795-3
- Chinese Military Science Academy (2000), 《History of War to Resist America and Aid Korea (抗美援朝战争史)》 (중국어), Volume II, Beijing: Chinese Military Science Academy Publishing House, ISBN 7-80137-390-1
- Ecker, Richard E. (2005), 《Korean Battle Chronology: Unit-by-Unit United States Casualty Figures and Medal of Honor Citations》, Jefferson, NC: McFarland, ISBN 0-7864-1980-6
- Mahoney, Kevin (2001), 《Formidable Enemies: The North Korean and Chinese Soldier in the Korean War》, Novato, CA: Presidio Press, ISBN 978-0-89141-738-5
- Millett, Allan R. (2010), 《The War for Korea, 1950–1951: They Came From the North》, Lawrence, KS: University Press of Kansas, ISBN 978-0-7006-1709-8
- Ministry of Patriots and Veterans Affairs (2006), 《Descendants of Athene: A History of Greek Soldiers’ Participation in the Korean War》, Sejong City, South Korea: Ministry of Patriots and Veterans Affairs, 2014년 8월 26일에 원본 문서에서 보존된 문서, 2014년 8월 22일에 확인함
- Ministry of Patriots and Veterans Affairs (2010), 《A History of Netherland Forces’ Participation in the Korean War》 (PDF), Sejong City, South Korea: Ministry of Patriots and Veterans Affairs, 2014년 8월 26일에 원본 문서 (PDF)에서 보존된 문서, 2014년 8월 22일에 확인함
- Mossman, Billy C. (1990), 《Ebb and Flow: November 1950 – July 1951, United States Army in the Korean War》, Washington, D.C.: Center of Military History, United States Army, ISBN 978-1-4102-2470-5, 2021년 1월 29일에 원본 문서에서 보존된 문서, 2017년 3월 5일에 확인함
- Zhang, Shu Guang (1995), 《Mao's Military Romanticism: China and the Korean War, 1950–1953》, Lawrence, KS: University Press of Kansas, ISBN 0-7006-0723-4

## 추가 문헌
- Bowers, William T. (2008). 《The Line: Combat in Korea, January – February 1951》. Lexington, KY: University Press of Kentucky. ISBN 978-0-8131-2508-4.